# ハイダイビング
ハイダイビング（英語: High diving）は、エクストリームスポーツの1つであるクリフダイビング（英語: Cliff diving）を起源として世界水泳連盟（World Aquatics）が整備した競技規則に従って行われる水泳競技の一種。一定のルールの下で演技の完成度を競う採点競技である。
飛込競技とよく似ているものの別競技として独自の競技規則が定められている。日本では飛込競技のplatform divingを「高飛込」と訳し定着しているため、本競技はハイダイビングとカタカナ表記する。
ハイダイビングは世界水泳連盟（World Aquatics）の競技種目としては2013年にスペインのバルセロナで開催された2013年世界水泳選手権において初めて実施された。世界選手権では、男子は高さ27m、女子は高さ20mの飛び込み台から飛び込む。ジュニア世代の大会も開催されており、17～18歳は15m、15～16歳は12mで競技を行う。
ハイダイビングは、常設の練習場がほとんど存在しないため、選手が本番と同じ環境で練習できない場合がしばしばあるという点で独特である。

## 歴史
そもそも飛込競技は「非常に高い場所」から飛び込むスポーツとして始まったものである。怪我の危険性が低く楽しめるので、その後専ら体操競技の選手によって行われることになる。そこから、主眼は「（安全な着地場所としての水が用意された）空気に飛び込む」ことへと発展していった。トーマス・ラルフはこのスポーツを「springing」と命名しようとしたが、すでに「diving」という語が定着していたために普及しなかった。飛込は多くの愛好家たちによって行われるスポーツへと変化していった。初期には、飛込に適した場所を見つけることが問題となっていた。そして人々は、いかなる高所からも飛び込むようになった。例えば、ヨーロッパやアメリカ合衆国では橋から飛び降り、水に頭から飛び込むようになった。これはヨーロッパ、とくにドイツやスウェーデンで体操的な動きとしての「おかしな飛込」として発展した。飛込はさらに飛び込む途中での体操的な動きを発展させ、「飛び板飛び込み」と「高くおかしな飛込」という名称を与えられた上で、1908年のロンドンオリンピックと1912年のストックホルムオリンピックで行われた。スポーツ競技として行われた最初の飛び込みは1889年にスコットランドで行われたものであり、飛び込み台の高さは6メートルであった。今日のラテンアメリカでは、プロフェッショナルが30メートル以上の高さから飛び込むことがしばしば行われる。
クリフダイビングは1770年、ハワイ諸島のマウイ島の王であったカヘキリ2世が「レレ・カワ」（「水しぶきを上げることなく、高い場所から水中に足から飛び込む」という意味）と呼ばれる練習を行わせたのが、記録に残る最初のものである。王の戦士らはこの練習に参加することが強制され、自己の勇敢さと王への忠誠を示すことになった。この練習は後にカメハメハ1世の治世下で競技化され、参加選手は自身のスタイルと、着水時に上げた水しぶきの量とで評価された。
世界選手権におけるハイダイビングの最初の女子の優勝者はアメリカ合衆国のセシリエ・カールトンで、2013年の2013年世界水泳選手権において総合得点211.60点を記録し、金メダルを獲得した。最初の男子の優勝者はコロンビアのオーランド・デュケで590.20点を獲得した。

## 競技

### ハイダイビング競技
2018年まで、ハイダイビングの規格に沿った常設の飛び込み台は世界でオーストリアにしか設置されていなかったが、それも冬季には使用されていなかった。2018年、中華人民共和国広東省肇慶市の肇慶体育中心に肇慶英雄ハイダイビング練習センターが開業し、そこにハイダイビングの規格に沿ったものとしては世界で初めてとなる、通年使用可能な飛び込み台が設置された 。その他の多くの国では通常、ハイダイビングの練習は高さ10メートルの飛び込み台で行われる。
ハイダイビングは飛込競技と同じく、事前に申告した技の完成度を競う採点競技であるため、ハイダイビング専用の飛び込み台がなくても練習は可能である。
ハイダイビングの演技はそれぞれの部分の集まりによって構成されていると言える。5回転宙返りしたうえでの飛び込みなどはスリルがある飛び込みの方法であるが、より単純な飛び込みをすることを好む選手もいる。
世界水泳選手権を含む国際競技会では、屋外（多くの場合は港湾など十分な水深と観客席の設置、観客の交通手段などの条件が満たされる場所が選ばれる）に飛び込み台を仮設して実施される。大会ではスキューバダイビング器材を装備したダイバーが着水点周囲に待機していて、万一、競技者が浮上してこなければ直ちに救助のために潜る。自力で浮上した競技者は直ちにダイバーに対して異状がないことを告げる。
「（屋外でのハイダイビングには）アドレナリン、楽しさ、そして危険が伴う。そのため、あなたが水面に向かって飛び出すとき、あなたの心の中には多くの異なるエネルギーが駆け巡るであろう。そのエネルギーがどこかに行ってしまい、そしてあなたが着水するとき、あなたは上機嫌になり、自分の成果を実感するであろう」と書いている。

### クリフダイビング競技

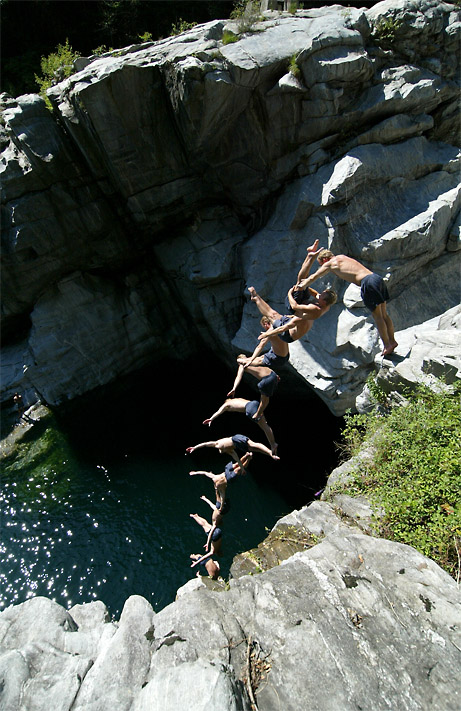
スイスでのハイダイビング

世界水泳連盟の競技規則によらないエクストリームスポーツとしてのクリフダイビングの大会では、より「観客に見せる」要素が重視される。選手は飛び込みの構成要素をそれぞれ別々に分けて練習することになり、全て通しての飛び込みを行うのは大会中だけである。
クリフダイビングはそれを行うすべての選手にとって、極めて難しくかつ危険な挑戦である。クリフダイビングを行うのは肉体的な挑戦のみならず、精神的な挑戦にもなりうる。

## これまでの競技
ハイダイビングの世界選手権において女子の飛び込み台の高さは20m、男子は27mである。
レッド・ブル・クリフ・ダイビング・ワールド・シリーズは毎年開催され、最大で7万人の観客を集める。選手は城壁・崖・塔・橋・コペンハーゲン・オペラハウスなど、さまざまな場所から飛び込む。3人の有名な選手、すなわちギャリー・ハント、ブレイク・オルドリッジ、そしてトーマス・デーリー（デーリーは2008年北京オリンピックにおいてシンクロナイズドダイビングに出場している）はバルセロナ港のモール・デ・ラ・フスタに設置された高さ27メートルの飛び込み台から飛び込むことになっていた。この飛び込みは3秒間で行われ、速度は時速60キロメートルであった。イギリスのギャリー・ハントは2015年8月に実施された世界水泳選手権で優勝した。この大会の参加者の平均年齢は30歳であった。2024年パリオリンピックでハイダイビングを正式種目として採用させるための、選手らによる努力が続けられている。

## 類似競技
デスダイビング-ノルウェー発祥の競技。スピード、滞空時間、複雑さ、ダイバーのポーズを維持する時間、着水時の水しぶきの勢いでジャッジする。クラシックとフリースタイルの2つのクラスがあり、クラシックは、回転せずに着水する。(競技者は水に着くまで腕と脚を伸ばした状態で飛び込み、水に入る直前に姿勢が丸くなり、重大な怪我を避けるために足と手、または膝と肘から着水する。)フリースタイルでは、回転やフリップなどのさまざまなトリックをしながら飛び込む。基本的に上半身を伸ばしてジャンプし、屈んだ姿勢で着水する。1972年にフロッグナーバーデットでギタリストのアーリング ブルーノ ホヴデンによって考案された。ノルウェーでは、2008年から毎年8月にオスロで世界選手権(Dødsing) が行われている。ジャンプは高さ 10 ～ 15 メートルの台から行われる。

## 高さの記録
エクストリームスポーツとしてのクリフダイビングにおいては、飛び込んだ高さの記録についても興味の対象である。世界記録の主張については多くの議論があり、その多くは何を以て有効な飛込とするかの議論である。アメリカン・ブロードキャスティング・カンパニー(ABC)のワイド・ワールド・オブ・スポーツは10年以上にわたり、エミー賞を受賞したスポーツ番組のために、飛び込む高さの世界記録を生み出してきた。この番組では、記録として認定されるためには、競技者は飛び込む際に少なくとも1回の宙返りをしかつ、着水後他者の助けを借りずに水から上がることが必要とされた。1983年のワイド・ワールド・オブ・スポーツではシーワールド・サンディエゴにて、本番組で最後となる世界記録の更新が行われた。リック・チャールズ、リック・ウィンターズ、ダナ・クンツェ、ブルース・ボッチャ、マイク・フォレーの5人の選手が、52メートルの高さからの飛び込みに成功した。1985年には香港の香港海洋公園でランディー・ディクソンが53.24メートルの高さから飛び込んだが、大腿骨を骨折したために自力で自ら出ることができなかった。
1987年、オリビエ・ファブレは54メートルの高さからの2回転後方宙返りによる飛込に挑戦したが、着水時に背骨を骨折し、救助されることになった。2015年にラソ・シャーラーがスイスにある高さ59メートルの崖から行った飛び込みは、飛び込み中に宙返りをしていなかったためABCの基準では飛び込みとみなされないが、『ギネス世界記録』によれば、シャーラーは現在飛び込み台から飛び込んだ高さの世界記録保持者であると同時に、同じ飛び込みでクリフダイビングの高さの記録も保持している。

### 男子
| 日付          | 選手                   | 場所                         | 高さ          | 動画   | 注釈 |
| ------------- | ---------------------- | ---------------------------- | ------------- | ------ | --- |
| 1983年5月     | リック・ウィンターズ   | シーワールド・サンディエゴ   | 52.4メートル  | [ 21 ] | アメリカン・ブロードキャスティング・カンパニー(ABC)のワイド・ワールド・オブ・スポーツの「ハイダイビング世界記録チャレンジ」による記録。 |
| 1983年5月     | リック・チャールズ     | シーワールド・サンディエゴ   | 52.4メートル  | [ 22 ] | アメリカン・ブロードキャスティング・カンパニー(ABC)のワイド・ワールド・オブ・スポーツの「ハイダイビング世界記録チャレンジ」による記録。 |
| 1983年5月     | ダナ・クンツェ         | シーワールド・サンディエゴ   | 52.4メートル  | [ 23 ] | アメリカン・ブロードキャスティング・カンパニー(ABC)のワイド・ワールド・オブ・スポーツの「ハイダイビング世界記録チャレンジ」による記録。 |
| 1983年5月     | ブルース・ボッチャ     | シーワールド・サンディエゴ   | 52.4メートル  | [ 23 ] | アメリカン・ブロードキャスティング・カンパニー(ABC)のワイド・ワールド・オブ・スポーツの「ハイダイビング世界記録チャレンジ」による記録。 |
| 1983年5月     | マイク・フォレー       | シーワールド・サンディエゴ   | 52.4メートル  | [ 23 ] | アメリカン・ブロードキャスティング・カンパニー(ABC)のワイド・ワールド・オブ・スポーツの「ハイダイビング世界記録チャレンジ」による記録。 |
| 1985年4月7日  | ランディー・ディクソン | 香港海洋公園                 | 53.2メートル  | [ 25 ] | 失敗した飛び込み。左脚の複数の骨折により、選手は手助けなしにプールから上がることができなかった。                                        |
| 1987年8月30日 | オリビエ・ファブレ     | フランス・ヴィレ＝ル＝ラック | 53.9メートル  | [ 26 ] | 失敗した飛び込み。着水時の衝撃により背中を骨折し、救助を受けた。                                                                        |
| 1997年9月27日 | ルドルフ・ボック       | チェコ・チャコフ橋           | 58.28メートル | [ 27 ] | これは飛び込みではなく「ジャンプ」であった。胸椎の骨折とその他の内傷を負ったが、手術は不要であった。                                    |
| 2015年8月4日  | ラソ・シャーラー       | スイス・マッジア             | 58.8メートル  | [ 29 ] | 『ギネス世界記録』によれば、最も高い飛び込み台からの飛び込みかつ、最も高いクリフダイビングであった。                                    |

### 女子
| 日付         | 選手               | 場所             | 高さ         | 動画   | 注釈 |
| ------------ | ------------------ | ---------------- | ------------ | ------ | ---- |
| 1982年       | デビ・ビーチェル   | イタリア・ローマ | 33.3メートル |        |      |
| 1985年4月7日 | ルーシー・ワードル | 香港海洋公園     | 36.8メートル | [ 25 ] |      |

## 健康への影響
いくつかの研究はハイダイビングにおける着水時の衝撃が選手の関節や筋肉に悪影響を与える可能性を指摘している。着水時の衝撃による腕の負傷を避けるためには、相当の高さから飛び込む選手は足から着水すべきである。

## ギャラリー

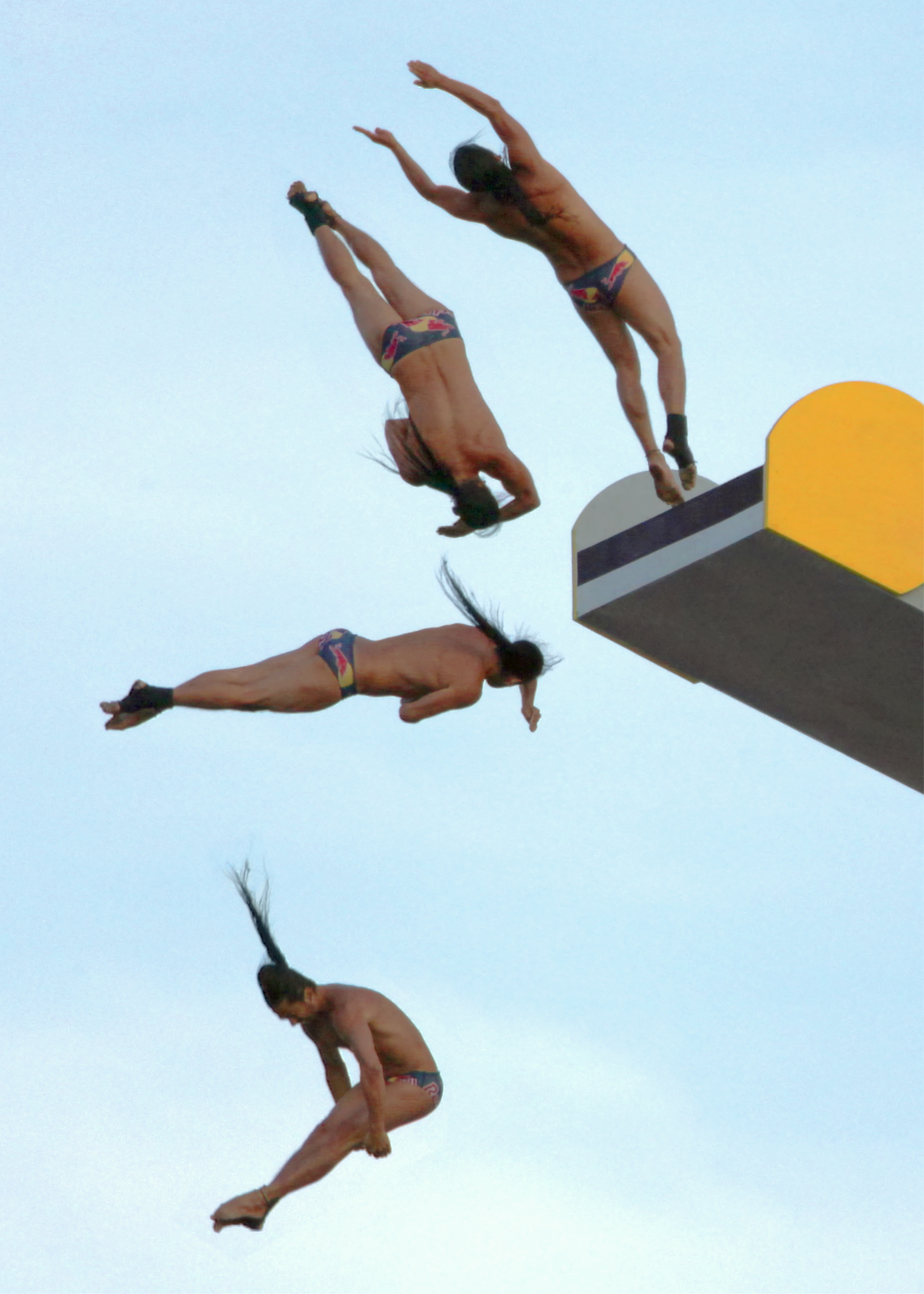
飛び込み台から飛び出すオーランド・デュケ（英語版）
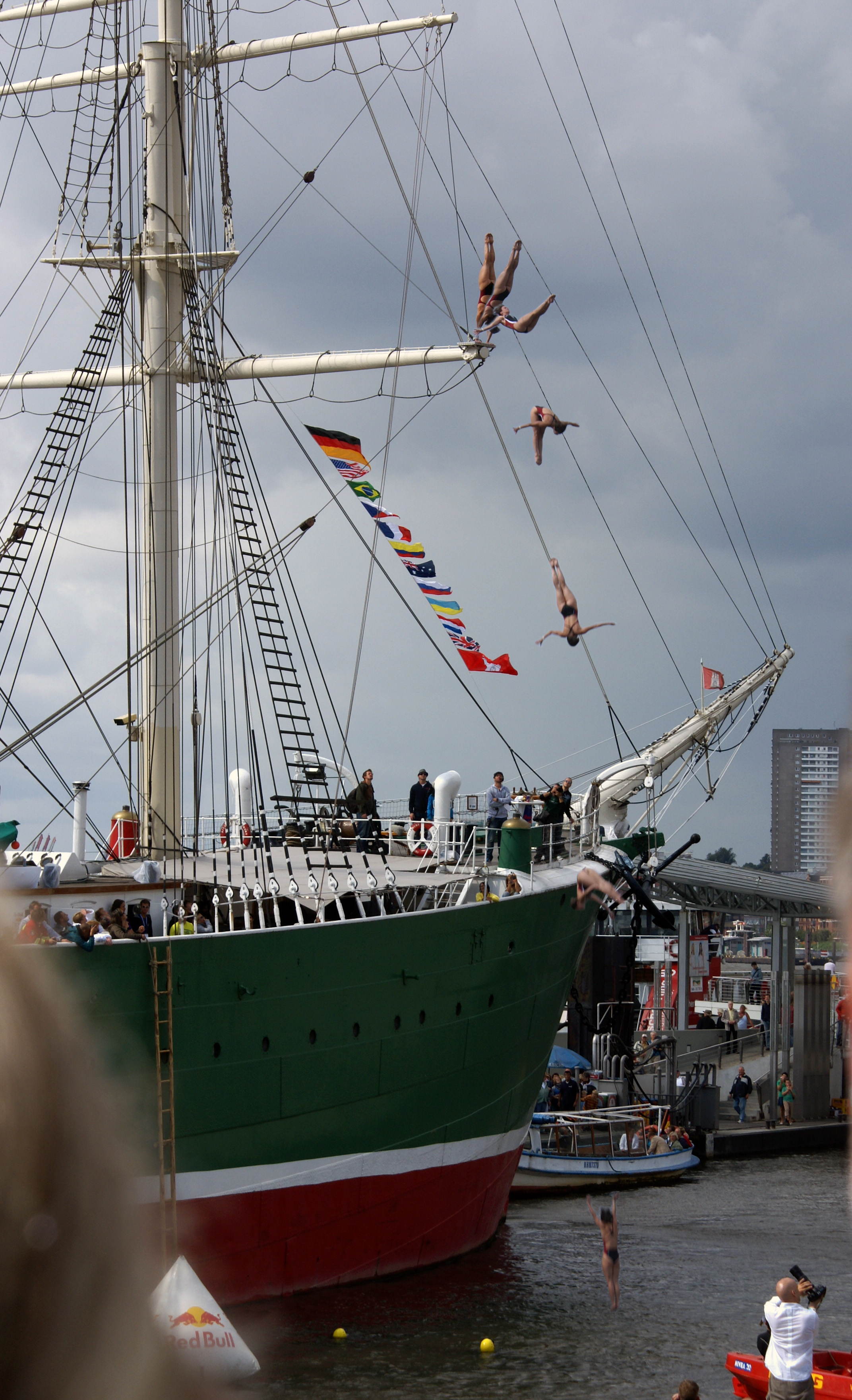
クリフダイビング
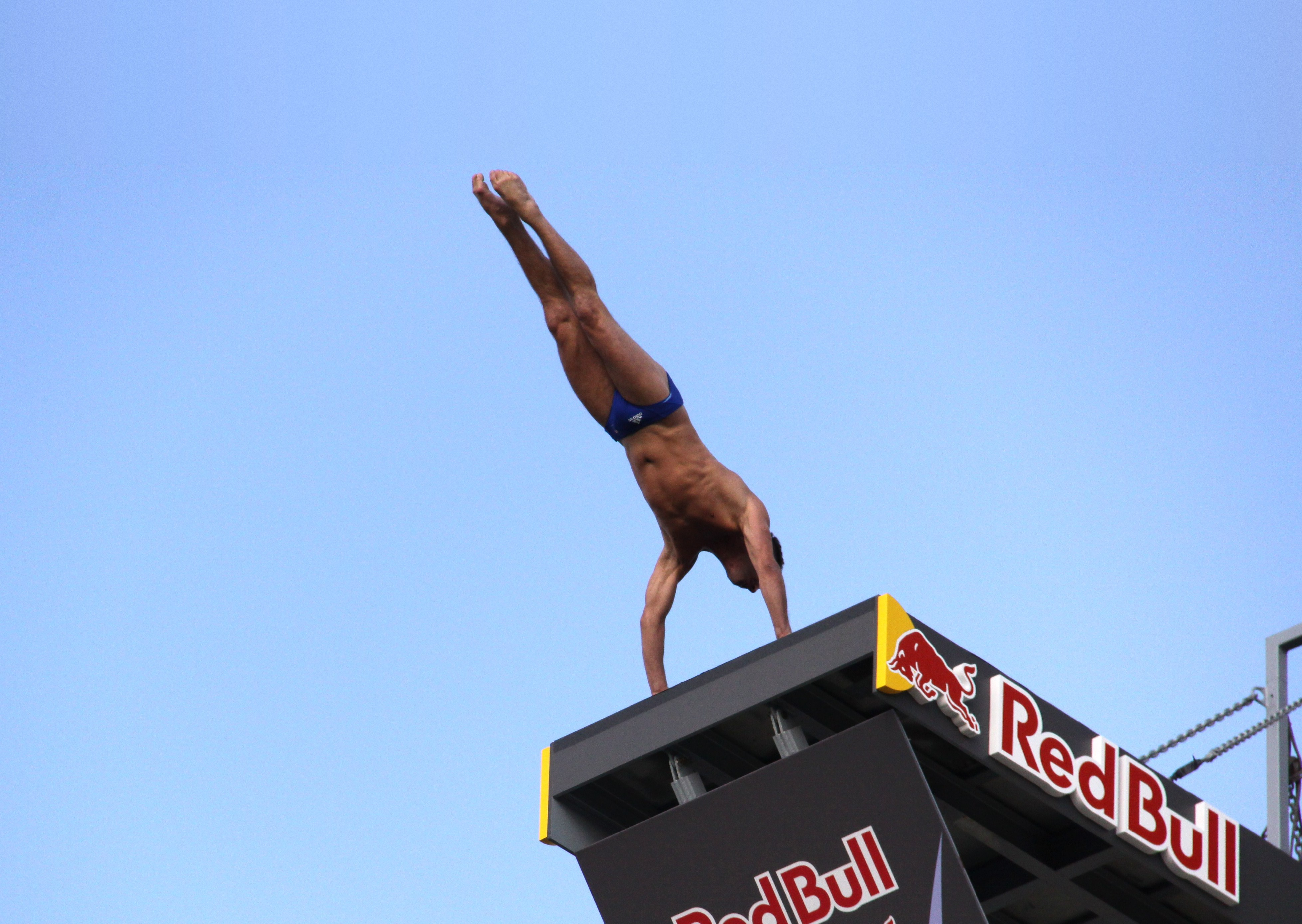
フランス・ラ・ロシェルでの大会
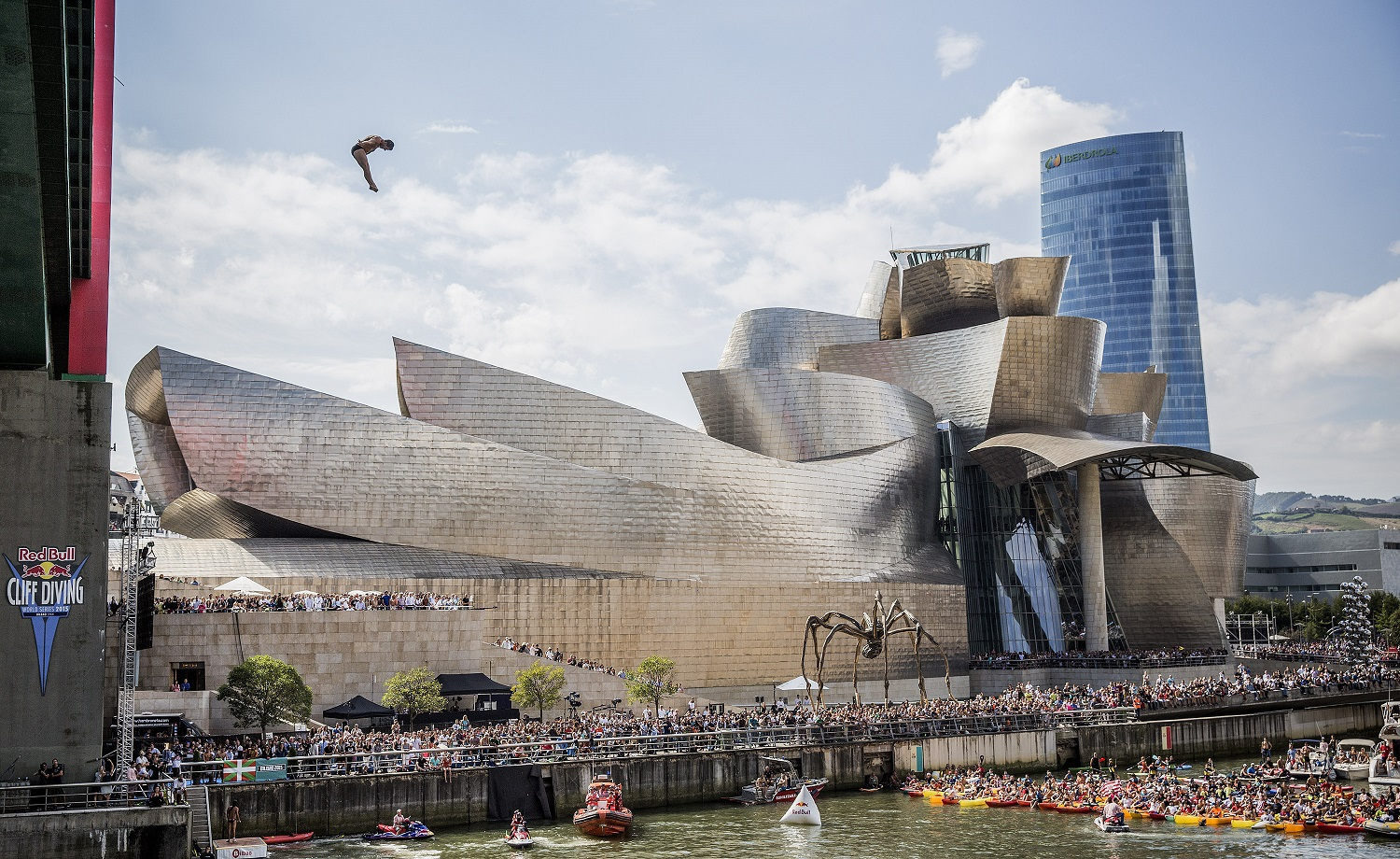
サルベ橋に設けられた高さ27.5メートルの飛び込み台から飛び込む人
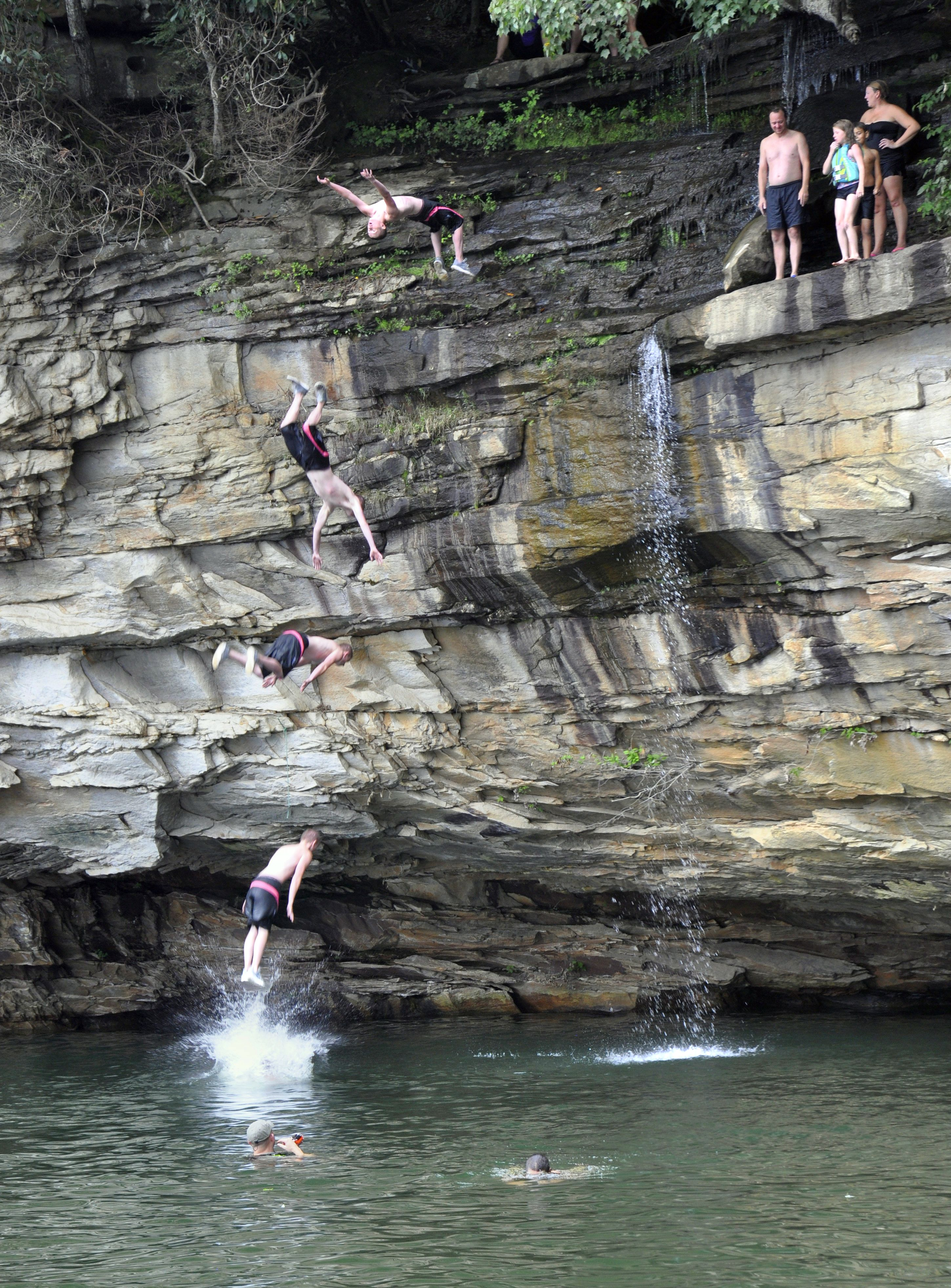
愛好家によるクリフダイビング
- リアナン・イフランド（英語版）（2017年世界水泳選手権、ブダペスト）